# 認定農業者
認定農業者（にんていのうぎょうしゃ）は、農業経営基盤強化促進法に基づく農業経営改善計画の市町村の認定を受けた農業経営者・農地所有適格法人のことである。担い手農業者（にないてのうぎょうしゃ）とも呼ばれる。
なお、経営改善計画は5年間の計画であり、認定を受けてから5年経過した場合、再度計画を提出して再認定を受けないと認定農業者の資格を失う（取り消される）。
2019年3月末時点で、239,043経営体（うち法人は24,965）が認定を受けている。

## 主な支援措置
認定農業者になることで、金融措置や税制措置などの支援措置を受けることができる。また、担い手対策を中心として、実施するために認定農業者であること、あるいは集団に認定農業者が含まれることが条件となっている国の事業が増加している。
|                  | 名称等                                         | 内容 |
| ---------------- | ---------------------------------------------- | --- |
| 経営所得安定対策 | 畑作物の直接支払交付金（ゲタ対策）             | 麦・大豆等のコスト割れの補填 |
| 経営所得安定対策 | 米・畑作物の収入減少影響緩和交付金(ナラシ対策) | 米・麦・大豆等の収入減少に対するセーフティネット |
| 融資             | 農業経営基盤強化資金（スーパーL資金）          | ・農地取得、施設整備等に必要な長期資金を低利で融資 ・「人・農地プラン」に地域の中心となる経営体として位置付けられると、貸付当初５年間について金利負担を軽減。                                              |
| 融資             | 農業経営改善促進資金（スーパーS資金）          | 農業経営改善のために必要な短期運転資金を低利で融資 |
| 税制             | 農業経営基盤強化準備金制度                     | ・経営所得安定対策等の交付金を積み立てた場合、この積立額を個人は必要経費に、法人は損金に算入が可能。 ・加えて5年以内にこの積立金を取り崩して、農用地、農業用の建物・機械等を取得した場合に圧縮記帳が可能。 |
| その他           | 農業者年金の保険料支援                         | 保険料の一部を国庫補助 |